# Müddersheimer Mühle
Die Müddersheimer Mühle steht am Neffelbach bei Müddersheim im Kreis Düren.
Die Mahlmühle aus dem 17. Jahrhundert war 1820 und 1830 im Besitz des Geschlechtes von Geyr von der Burg Müddersheim. Baron von Geyr ist heute noch der Eigentümer.
Die Mühle hatte ein oberschlächtiges Wasserrad und zwei Mahlgänge.
Von der ursprünglichen Mühle ist nur noch das Gebäude erhalten. Es wird als Wohnhaus genutzt.

## Denkmalschutz
Die Mühle wurde am 18. Februar 1988 in die Liste der Baudenkmäler in Vettweiß eingetragen. Die Eintragung lautet:

„17. Jh.; 2-geschossiges Fachwerkhaus, traufenständig in Geschossbauweise mit großen abgeknickten Streben, 2 Eingänge; Giebel-OG auf Deckenbalkenenden vorgekragt, viel Originalsubstanz, im Detail erheblich überarbeitet. Bedeutend für die Geschichte des Menschen, erhaltenswert aus wissenschaftlichen, besonders architektur- und ortsgeschichtlichen sowie städtebaulichen Gründen.“